# Jean Provencher
Jean Provencher (né le 8 février 1943 à Trois-Rivières au Québec) est un historien, un essayiste et un animateur de radio et de télévision québécois.

## Biographie
Jean Provencher obtient sa licence et son diplôme d'études supérieures à l'Université Laval. Chercheur pour la Commission d'étude sur l'intégrité du territoire québécois, il travaille ensuite pour le secrétariat des affaires intergouvernementales et le Dictionnaire biographique du Canada. Il est travailleur autonome depuis une trentaine d'années maintenant.
Spécialiste de l'histoire du Québec, il est présent dans des émissions documentaires de la Société Radio-Canada, de Télé-Québec, d'Historia et de VOX. Il s'intéresse surtout à l'histoire de la vie quotidienne (climat, alimentation, saisons, fêtes, transports, commerce de détail) et de la santé. Il travaille aussi sur l'histoire de la ville de Québec et de la région de Québec.
Jean Provencher est le premier biographe de René Lévesque. Avec Lacoursière et Vaugeois, il est aussi l'auteur en 1968 du premier manuel d'histoire utilisé dans les polyvalentes. En 1996, il a participé à l'élaboration d'un nouveau programme du cours « Histoire du Québec et du Canada ».
Pour son ouvrage Les Quatre Saisons dans la vallée du Saint-Laurent, il reçoit en 1989, du ministère de l'Agriculture et de la Forêt de France, le prix Sully-Olivier-de-Serres. Au Québec et au Canada, seule Germaine Guèvremont s'était déjà mérité ce Prix français en 1946 avec son roman Le Survenant. Toujours pour le même livre sur les saisons du Québec, il se mérite en 1989 le prix de l'Union des éditeurs de langue française du Québec, de France, de Suisse et de Belgique.
Pour son ouvrage L'Histoire du Vieux-Québec à travers son patrimoine, il obtient en 2009 une Mention d'honneur dans le cadre des prix du patrimoine de Québec. Le communiqué de la Ville de Québec du 7 mai 2009 précise à ce sujet : « L’auteur a réussi le difficile défi de présenter de façon originale et renouvelé un sujet pourtant archiconnu. Cet ouvrage, qui constitue une mise à jour remarquable des connaissances acquises, a également séduit le jury par la qualité de l’écriture, le souci de vulgarisation et la rigueur historique. »
En 1975, Jean Provencher fut aussi récipiendaire du prix Anik, catégorie Émission dramatique, Recherches et documentation, pour le téléthéâtre Québec, printemps 1918, réalisé par Jean-Paul Fugère.
En 2000, l'historien présente la série Les 30 journées qui ont fait le Québec, diffusée sur la chaîne Historia.

## Œuvres
- Joseph-Ernest Grégoire, 4 années de vie politique, thèse, Université Laval, 1969
- Histoire 1534-1968, 1968 (en collaboration)
- Canada-Québec, Synthèse historique, 1968 (en coll.)
- Québec, sous la loi des mesures de guerre 1918, 1971
- René Lévesque, Portrait d'un Québécois, 1973
- La Grande Peur d'octobre 70, 1974
- Québec, printemps 1918, 1974 (en coll.)
- C'était le printemps, 1980
- Brève histoire du Québec, 1981 (en coll.)
- C'était l'été, 1982
- C'était l'automne, 1984
- Le Patrimoine agricole et horticole au Québec, 1984
- C'était l'hiver, 1986
- Les Quatre Saisons dans la vallée du Saint-Laurent, 1988
- Les Modes de vie de la population de Place-Royale entre 1820 et 1859, 1990
- Chronologie du Québec, 1991
- À l'aube d'un quatrième siècle, Saint-Augustin-de-Desmaures, 1691-1991, 1991 (en coll.)
- Mission Montréal, Les congrégations religieuses dans l'histoire de la ville, 1992 (en coll.)
- Quebec, 1993 (en coll.)
- Les Plaines d'Abraham, Le culte de l'idéal, 1993 (en coll.)
- Ils ont bâti le Québec, 1994
- Un citadin à la campagne, 1995
- Programme d'études : histoire du Québec et du Canada, 1996 (en coll.)
- Les Quatre Saisons dans la vallée du Saint-Laurent, 1996
- Chronologie du Québec, 1534-1995, 1997
- Le Regard infini : parcs, places et jardins publics de Québec, 1999 (en coll.)
- Chronologie du Québec, 1534-2000, 2000
- Canada-Québec, Synthèse historique, 2000 (en coll.)
- Québec: les images témoignent, 2001 (en coll.)
- Le Carnaval de Québec, La grande fête de l'hiver, 2003
- L'Histoire des transports dans la capitale, 2006
- La Station de recherche de Deschambault, 2006
- L'Histoire du Vieux-Québec à travers son patrimoine, 2007
- Chronologie du Québec, 1534-2007, 2008
- Les Quatre Saisons dans la vallée du Saint-Laurent, 2010
- Histoires naturelles, 2019

## Honneurs
- 1995 : Prix de l'Institut canadien de Québec
- Prix de l'Union des éditeurs de langue française du Québec, de France, de Suisse et de Belgique
- Prix Sully-Olivier-de-Serres
- Prix Anik, Émission dramatique, Recherches et documentation
- 1991 : Invité d'honneur du Salon du livre de Montréal
- 2008 : Médaillé de la Société du 400e anniversaire de Québec
- 2009 : Invité d'honneur du Salon international du livre de Québec
- 2011 : Prix Gérard-Morisset[2]